# Ursus minimus
Espèce
Ursus minimus est une espèce fossile d'ours qui vivait au Pliocène en Europe continentale. La mer Noire est la limite orientale de son aire de répartition. Ursus minimus est considéré comme l'ancêtre du sous ordre Ursinae regroupant la plupart des espèces d'ours actuelles (à l’exception du panda géant et de l’ours à lunettes).

## Description
Le crâne d’Ursus minimus mesure environ 25 cm, ce qui en fait le plus petit représentant de son genre. Il avait à peu près la taille d'un ours malais (Ursus malayanus). Sa structure corporelle est comparable à celle de l'Ours noir d'Asie (U. thibetanus) et d'Amérique (U. americanus). En tant qu’Ursus ancestral, il lui manque le métatarsien fortement développé et, dans la morphologie de la mâchoire, il ressemble à des ours plus anciens.

## Extension géographique
Ursus minimus a habité l'Europe du début du Pliocène au début du Pléistocène. Son anatomie suggère qu’il s’agissait d’une espèce forestière.
Sites et âges des spécimens :
- Kossiakino 1, Kraï de Stavropol, Russie environ 5,3 à 3,4 Ma ;
- Kuchurgan, Ukraine environ 4,9 à 4,2 Ma ;
- Osztramos, Grottes du karst d'Aggtelek et du karst de Slovaquie environ 3,4 à 1,8 Ma ;
- Hameau de Senèze[3], Domeyrat, France environ 3,4 à 1,8 Ma ;
- Meleto, Toscane, Italie environ 3,2 à 2.5 Ma.

## Histoire évolutive
Les ancêtres du genre Ursus étaient probablement des ours du genre Ursavus du Miocène, mais cette origine n'est pas assurée. L' Ours lippu (Ursus ursinus) a émergé d’Ursus minimus au Pliocène moyen, avant que deux clades émergent au Pliocène récent : d'une part, les plus petits ours noirs - l'Ours noir américain (U. americanus), l'Ours noir d'Asie (U. thibetanus) et l'Ours malais (U. malayanus) - d'autre part, les plus grands ours bruns et des cavernes avec l'Ours brun (U. arctos), l'Ours blanc (U. maritimus) et l'Ours des cavernes, de U. etruscus à U. spelaeus.

## Classification
Le nom valide complet (avec auteur) de ce taxon est Ursus minimus Devèze (d) & Bouillet, 1827, 1827.
Ursus minimus est l'une des premières formes du genre Ursus. Il existe des discussions sur les fossiles et les formes que l'espèce U. minimus devrait inclure. En tant que première description, la dénomination Ursus minimus a la priorité sur les noms postérieurs. La validité de l'espèce elle-même est acceptée par les paléontologues.
Outre U. minimus, les fossiles les plus anciens du genre Ursus trouvés à ce jour incluent les noms U. boeckhi (Schlosser, 1899 ; holotype trouvé à Baróth-Köpecz, en Roumanie), U. ruscinensis et U. avernicus pyrenaicus (Déperet, 1890 et 1892 ; holotypes trouvés à Perpignan, en France). Parmi ces noms, seul U. boeckhi reste plus ou moins admis. U. minimus présente une grande variabilité. Toutefois, les fossiles les plus jeunes ont tendance à être plus petits que les plus âgés. Comme il est peu probable que deux ours de la même taille cohabitent dans le même habitat, la recherche tend à classer toutes les formes d'Ursus du Pléistocène ancien comme U. minimus ou à considérer comme une chrono-espèce U. minimus boeckhi.

### Synonymie
Ursus minimus a pour synonymes :
- Ursus arvernensis Croizet & Jobert 1828[8]
- Helarctos arvernensis Croizet & Jobert, 1828 sensu Depéret, 1890
- Helarctos arvernensis pyrenaicus Depéret 1892
- Ursus wenzensis Stach 1953